# Island Gardens
Pour la station du DLR, voir Island Gardens (DLR).
Island Gardens est un parc public situé à l'extrémité sud de l'Île aux Chiens situé dans le borough londonien de Tower Hamlets. Le parc fut officiellement ouvert le 3 août 1895 par l'homme politique local Will Crooks.
Le parc de 1,12 hectare (2,8 acres) est remarquable pour sa vue transversale sur le Greenwich Hospital, le Cutty Sark et le National Maritime Museum, avec Greenwich Park en toile de fond. L’entrée nord du Tunnel piéton de Greenwich se trouve également dans le parc.
Le parc a également donné son nom à la station DLR d'Island Gardens. Celui-ci a ouvert ses portes en 1987 en tant que terminus sud du DLR. Il s’agissait d’une station terminale surélevée située à l’ouest du parc. La construction de l'extension du DLR à Lewisham a impliqué de crée un tunnel sous la Tamise, et la station d'Island Gardens a été déplacée d'environ 100 mètres au nord, près de l'entrée nord du tunnel à Millwall Park. La nouvelle station est en grande partie souterraine; la gare d'origine a été démolie.

## Référence
- (en) Cet article est partiellement ou en totalité issu de l’article de Wikipédia en anglais intitulé « Island Gardens » (voir la liste des auteurs).

1. ↑  « Tower Hamlets Council > Island Gardens », Tower Hamlets Council (consulté le 25 septembre 2013)